# Cheylard-l’Évêque
Cheylard-l’Évêque ist eine französische Gemeinde mit 64 Einwohnern (Stand 1. Januar 2022) im Département Lozère in der Region Okzitanien.

## Geografie
Die Ortschaft liegt auf einem Hochplateau nördlich des Gebirgsmassivs des Mont Lozère in den nördlichen  Cevennen. Die Flüsse Allier und Chassezac entspringen in der Nähe.

## Bevölkerungsentwicklung
| Jahr      | 1962 | 1968 | 1975 | 1982 | 1990 | 1999 | 2008 | 2018 |
| Einwohner | 184  | 151  | 125  | 114  | 60   | 54   | 62   | 63   |

## Sehenswürdigkeiten
- Kirche Maria Himmelfahrt (Église Notre-Dame-de-l’Assomption)
- Kapelle Unserer Lieben Frau aller Gnaden (Chapelle Notre-Dame-de-Toutes-Grâces)
- ehemalige Zisterzienserinnenabtei Mercoire

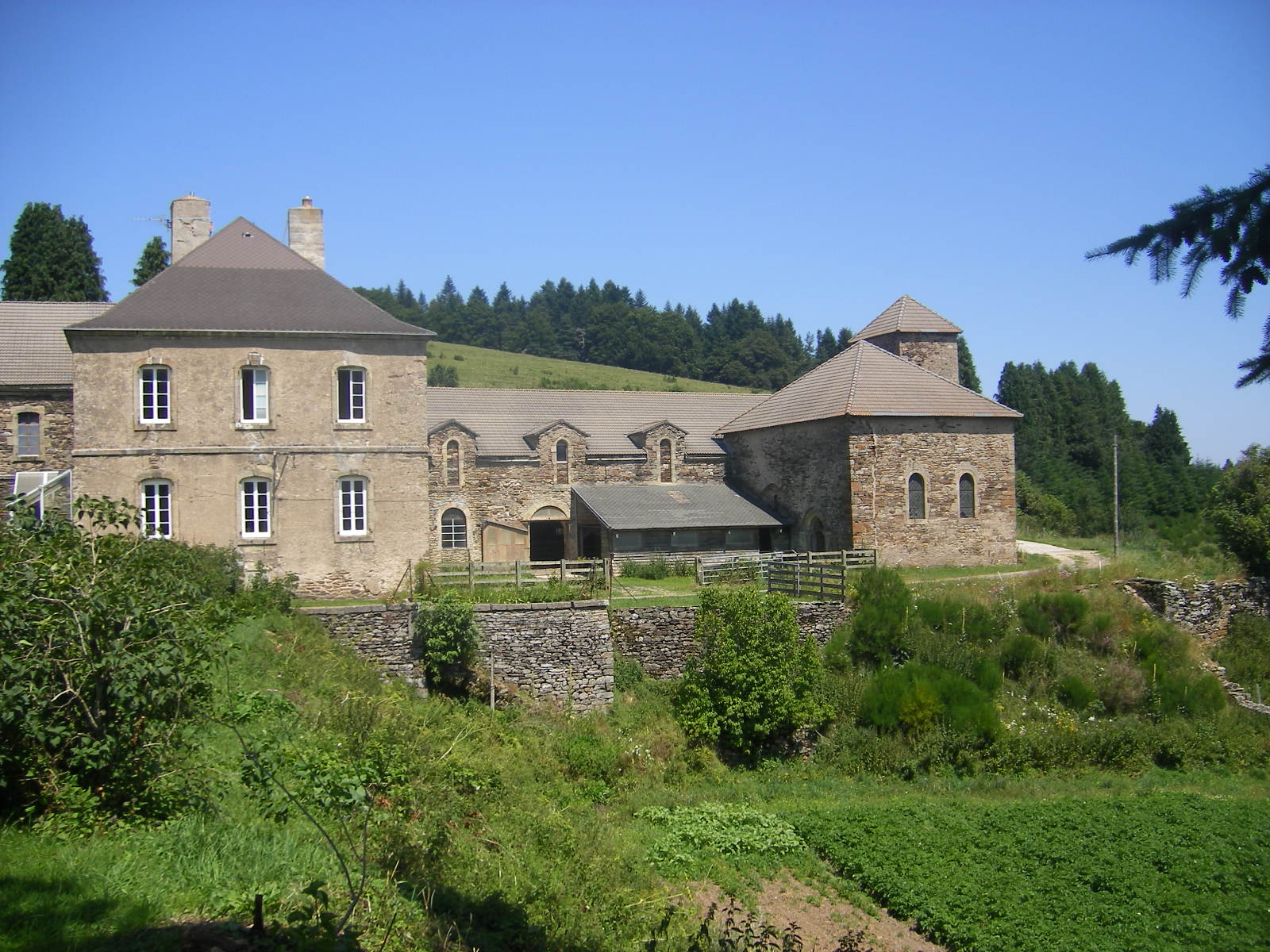
Ehemalige Abtei Mercoire